# Serena (Pokémon)
Serena (セレナ, Serena) é uma personagem fictícia da franquia Pokémon e uma das protagonistas de sua sexta geração de jogos, composta pelos títulos Pokémon X e Y. Ela atua como a opção feminina para personagem do jogador ou a personagem rival quando sua contraparte masculina Calem é escolhida. Na narrativa de X e Y, Serena é uma jovem que viaja pela região de Kalos com seus amigos enquanto participa de batalhas Pokémon contra os oito líderes de ginásio locais. Simultaneamente ela auxilia o professor Sycamore em suas pesquisas sobre mega evolução e confronta os planos de destruição mundial da vilanesca Equipe Flare. Serena em seguida foi adaptada para o anime e muitos mangás da franquia.
Já tendo sido razoavelmente bem recebida por sua aparência e participação nos jogos eletrônicos, Serena se popularizou verdadeiramente com sua versão em Pokémon: A Série XYZ onde é apresentada como amiga de infância do protagonista Ash Ketchum e eventualmente a única de suas companheiras de viagem a demonstrar claros interesses românticos por ele, o que é manifestado por um beijo no último episódio da temporada XYZ.

## Criação
O design da personagem Serena foi criado por Ken Sugimori e Atsuko Nishida para a versão do videogame. Quanto à versão em anime, ela foi criada por Toshihito Hirooka, e para a versão em mangá por Satoshi Yamamoto. Junichi Masuda, o designer dos jogos Pokémon, escolheu a França como cenário para a região de Kalos, que é a região principal em Pokémon X e Y. Com base nisso, os dois personagens principais deste jogo, Calem e Serena, são retratados como pessoas francesas. Masuda explicou que “Com X e Y queríamos focar no tema da beleza. Do ponto de vista japonês, quando pensamos em design, comida, moda – muitas pessoas vão para França para receber formação". Tendo essa temática em mente, os personagens foram criados de forma a serem estilosos. O jogador ainda pode alterar o cabelo, cor de pele e acessórios de Serena dentro de boutiques encontradas no jogo. Masuda também apontou que para ele os franceses andam muito rápido então Serena e Calem também deveriam ter uma velocidade de movimento maior que a dos jogos anteriores. Na versão demo de Pokémon Y apresentada durante o evento Pokémon Game Show em agosto de 2013 a personagem se chamava Yvonne (ワイ Y).
Assim como seus antecessores, Serena atua no padrão protagonista silencioso nos jogos eletrônicos. Ela só começou a transmitir diálogos sonoros em Pokémon Masters EX, cuja voz é preenchida por Jackie Lastra em inglês e Akari Kitoo em japonês. 
No anime a dubladora japonesa de Serena é Mayuki Makiguchi e na versão em inglês é Haven Paschall.

## Aparições

### Jogos
No jogo Pokémon X e Y, Serena é o nome padrão para a personagem feminina que os jogadores podem escolher no início do jogo. Se um jogador escolher Calem (o personagem masculino), então Serena se tornará sua rival. Na narrativa quando é selecionada, Serena acaba de se mudar com sua mãe para a cidade Vaniville na região de Kalos onde se torna amiga de Shauna, Tierno, Trevor e Calem. Ela recebe seu Pokémon inicial de Tierno, podendo este ser Fennekin, Froakie ou Chespin, enquanto o rival escolhe o Pokémon que tem vantagem sobre o jogador. O grupo de amigos é convidado a ir até Lumiose se encontrar com o professor Sycamore, a quem aceitam dar auxílio em suas pesquisas sobre mega evolução. Viajando por Kalos, eles batalham em ginásios para conseguir insígnias mas também notam que a região vem sofrendo quedas de energia. Serena conhece a maléfica Equipe Flare, cujo líder Lysandre pretende aniquilar parte da população mundial para retornar o mundo a um estado mais belo, e parte para detê-los. Após algumas investigações ela também encontra AZ, o antigo rei de Kalos que lhe alerta sobre uma arma movida pelo Pokémon lendário Xerneas (na versão X) ou Yveltal (na versão Y). Acompanhada por Shauna e Calem, Serena consegue capturar o lendário e em seguida derrotar Lysandre, fugindo da base da Equipe Flare antes que fosse destruída.
Retomando sua jornada, Serena adquire todas as insígnias de ginásio e segue para a Elite Quatro, os treinadores mais fortes da região. Após vencê-los, ela enfrenta e supera a campeã Diantha. Conforme um desfile é organizado para a nova campeã e salvadora de Kalos, o antigo rei AZ surge para desafiar Serena e reconhece sua força após a batalha.

### Anime

#### Pokémon the Series: XY(2013-2016)
No anime, Serena se torna a companheira de viagem de Ash Ketchum na região de Kalos junto de Clemont e Bonnie. Ela treina coreografias e performances com seus Pokémon, cujo principal é uma Fennekin, para se tornar a "Rainha de Kalos", um título dado à melhor Performer Pokémon da região. Ela e Ash se conheceram ainda crianças quando ambos participaram do Acampamento de Verão realizado pelo Professor Carvalho na Cidade de Pallet. Durante o evento, Serena se perdeu na floresta mas foi resgatada por Ash que também tratou seus ferimentos com um lenço. Anos mais tarde, ao saber que Ash tinha vindo para a região de Kalos, Serena decidiu segui-lo com a intenção inicial de devolver o lenço. Ela depois aprende sobre as Exibições Pokémon, apresentações artísticas entre treinadores e seus companheiros, e resolve buscar essa carreira com sua Fennekin e um Pancham que ela captura. Serena e Ash se reencontram algumas vezes até decidirem percorrer Kalos juntos. Ela sofre uma derrota na Exibição Pokémon Inaugural, que foi então marcada por sua decisão de cortar o cabelo e mudar sua aparência. Eventualmente a Fennekin evolui para Braixen e ela captura uma Eevee que evolui para Sylveon. Enquanto continua competindo, Serena forma suas próprias rivais, como Miette e Nini, mas busca derrotar Aria, a atual Rainha de Kalos. Ela logo conquista três Chaves de Princesa, itens que comprovam sua aptidão, e compete na exibição de classe mestre onde finalmente enfrenta Aria na última rodada. Mesmo perdendo, Serena se contenta e reflete em seus planos para o futuro. Através de motivação dada por Ash, Serena então decide entrar na competição que ocorrerá em Hoenn. Antes de dizer adeus, ele beija Ash e confessa os sentimentos de amor que foram escondidos por tanto tempo.

#### Pokémon Journeys: The Series(2019-2023)
Serena retorna na terceira parte de Pokémon: Jornadas com sua Braixen tendo evoluído para Delphox. No episódio Reunidos pela primeira vez! é mostrado que ela se tornou amiga da performer Elisia da cidade Lilycove em Hoenn. Ela motiva Chloe a participar de uma Exibição local e se reencontra com Ash. No final do episódio os dois se despendem prometendo sempre torcer um pelo outro. Já em Parceiros para sempre! Serena é vista com May e Max torcendo por Ash durante as finais contra Leon e depois comemorando a vitória de seu amigo.

### Outras mídias
Em Super Smash Bros. for Nintendo 3DS e Wii U há um troféu colecionável de Serena e Calem, chamados simplesmente de "Pokémon Trainer (X & Y)". Além disso, no mesmo jogo e em sua sequência Super Smash Bros. Ultimate a oitava aparência alternativa do Jigglypuff faz com que ele vista o chapéu vermelho com óculos escuros de Serena. Serena também aparece como personagem jogável no jogo para celular Pokémon Masters EX. Em 2020, em preparação para as expansões de Pokémon Sword e Shield, a Pokémon Company produziu um clipe musical animado chamado "GOTCHA!" para promover os jogos. O clipe, que conta com a música Acacia da banda japonesa Bump of Chicken, mostra diversos personagens e momentos da franquia, incluindo um duelo entre Serena e um Greninja contra Mewtwo. Serena também aparece no terceiro episódio O Visionário da websérie Pokémon Evoluções onde está no papel de personagem rival. Durante o episódio ela e Shauna assistem a batalha de Calem contra Lysandre. Ela possui cartas próprias no jogo de cartas ilustradas oficial da franquia, Pokémon Trading Card Game, tanto sozinha quanto compartilhadas com seus parceiros Pokémon.
A versão de Serena no mangá Pokémon Adventures, chamada aqui de Yvonne Gabena (ワイ・ナ・ガーベナ, Y na Gābena) e apelidada de Y, é uma das personagens principais do arco "X & Y". Nessa continuidade ela é uma aspirante a treinadora aérea, tendo escolhido se tornar uma para se opor às expectativas das pessoas de seguir os passos de sua mãe como corredora de Rhyhorn. A versão de Serena do anime protagoniza os três filmes animados da temporada XY: Diancie e o Casulo da Destruição, Hoopa e o Duelo Lendário, e Volcanion e a Maravilha Mecânica. Ela também faz uma aparição especial nos créditos finais de Eu Escolho Você!.

## Recepção
A personagem recebeu críticas mistas em sua aparição original de videogame. Revisores dos jornais The Telegraph e Polygon criticam os personagens do jogador na sexta geração por ainda seguirem o mesmo enredo de jogos anteriores, o que os torna previsíveis e rasos. Ambos destacam uma falta de razão clara pela qual o personagem decide se tornar um treinador Pokémon. Por outro lado, Jose Otero do IGN destaca Serena, que representa as mulheres, e Calem, que representa os homens, enfatizando que eles são "mais interessantes como rivais para os jogadores". Nos jogos Pokémon X e Y, a Nintendo e a Game Freak optaram por destacar o aspecto da amizade em vez da competição acirrada. Victoria McNally do The Mary Sue aprecia a presença do personagem Serena em X e Y, que é considerada representativa das jogadoras, com a possibilidade de alterar seu penteado e estilo de roupas.
Em seu ranking de melhores personagens humanos do anime, o portal The Gamer colocou Serena na terceira posição graças ao seu amadurecimento. Descrevendo-a, o site afirma que ela é a companheira de viagem que mais trás o sentimento de auto-satisfação e realização pessoal. Segundo o Screen Rant, Serena foi a melhor personagem dos jogos a ser adaptada no anime. Em sua crítica da versão animada, Megan Peters do Comic Book descreve Serena como uma das melhores amigas de Ash, senão a melhor, que, desde sua primeira aparição, não apenas desenvolve seu próprio personagem, mas também cria um ambiente de conexão emocional com Ash que divide os fãs entre aqueles que gostam dela e aqueles que não gostam. Brian Ashcraft do Kotaku afirma que Serena não é apenas uma amiga comum de Ash, pois eles se conhecem desde a infância, e pela primeira vez, ainda que implicitamente, o anime Pokémon apresenta uma relação romântica entre esses dois personagens principais. Em uma pesquisa da revista japonesa Netorabo com mais de 5000 leitores, Serena ocupou o primeiro lugar como a garota do anime Pokémon mais apreciada pelos fãs. O retorno da personagem na temporada Jornadas foi motivo de controvérsias; enquanto Serena foi muito elogiada por ter crescido em personalidade e aparência, seu reencontro com Ash foi breve e impessoal, decepcionando críticos e fãs.
O beijo entre Serena e Ash é considerado um ponto alto da série; o momento é descrito como um fechamento em grande estilo para a temporada XY. O Omelete elogia a cena, chamando-a de uma das mais emblemáticas da trajetória dos personagens, mesmo que não seja explícita. Em seu artigo, o site também parabeniza Serena por ser uma das personagens secundárias mais desenvolvidas pelo anime, tendo vários conflitos interessantes e até uma drástica mudança visual. Uma votação realizada pelo site japonês Anime! Anime! na data local do dia do beijo (23 de maio) teve o acontecido entre Serena e Ash classificado em quarto lugar. O diretor Tetsuo Yajima e o produtor Shukichi Kanda, que comandaram o episódio em questão, confirmaram que o beijo teve de ser mostrado fora de tela por conta do público alvo infantil da série. Dessa forma são mostrados somente os pés dos personagens enquanto Serena se aproxima de Ash e depois é levada para longe dele por uma escada rolante.